# 頜髮穗唇魮
頜髮穗唇魮（学名：Crossocheilus gnathopogon）为輻鰭魚綱鯉形目鲤科穗唇魮屬的其中一種，該物種主要分布於亞洲印度尼西亞蘇門答臘島，體長可達10.2公分。